# Tian Jia
Dans ce nom chinois, le nom de famille, Tian, précède le nom personnel.
Tian Jia (chinois : 田佳) , née le 9 février 1981 à Tianjin, est une joueuse de beach-volley chinoise.

## Palmarès
- Jeux olympiques
  -  Médaille d'argent en 2008 à Pékin avec Wang Jie

- Championnats du monde de beach-volley
  -  Médaille d'argent en 2007 à Gstaad avec Wang Jie
  -  Médaille de bronze en 2005 à Berlin avec Wang Fei

- Jeux asiatiques
  -  Médaille d'or en 2002 à Busan avec Wang Fei
  -  Médaille de bronze en 2006 à Doha avec Wang Jie